# Tommaso Bernetti
Tommaso Bernetti (ur. 29 grudnia 1779 – zm. 21 marca 1852) – kardynał, gubernator Rzymu. 1840-1852 wicekanclerz stojący na czele Kancelarii Apostolskiej.
Pełnił funkcję sekretarza stanu Stolicy Apostolskiej w latach 1828–1829 i 1831–1836. Kreację kardynalską przyjął w 1826, a sakrament święceń w 1839. 22 września 1826 kawaler Orderu Orła Białego.